# امیر برادران
امیر برادران (زاده ۱۴ مرداد ۱۳۵۹ در تهران) فیلم‌نامه‌نویس و طنزپرداز ایرانی است.

## زندگی
امیر برادران دانش‌آموخته رشته ی مکانیک از دانشگاه آزاد اسلامی است. وی با حضور در گروه نویسندگان  مسافران (مجموعه تلویزیونی) در سال ۱۳۸۸ فعالیت هنری خود را آغاز نمود.

## فیلم‌شناسی

### تلویزیون
| سال  | نام سریال        | کارگردان                   | محل پخش   | سمت     |
| ---- | ---------------- | -------------------------- | --------- | ------- |
| ۱۳۸۸ | مسافران          | رامبد جوان                 | شبکه ۳    | نویسنده |
| ۱۳۹۰ | ساختمان پزشکان   | سروش صحت                   | شبکه ۳    | نویسنده |
| ۱۳۹۱ | دست بالای دست    | سید محسن یوسفی             | شبکه ۳    | نویسنده |
| ۱۳۹۱ | خانه اجاره‌ای     | رامین ناصرنصیر شاهد احمدلو | شبکه ۳    | نویسنده |
| ۱۳۹۳ | سیگنال موجود است | مهدی مظلومی                | شبکه نسیم | نویسنده |
| ۱۳۹۳ | درحاشیه ۱        | مهران مدیری                | شبکه ۳    | نویسنده |
| ۱۳۹۴ | درحاشیه ۲        | مهران مدیری                | شبکه ۳    | نویسنده |
| ۱۳۹۹ | باخانمان         | برزو نیک‌نژاد               | شبکه ۳    | نویسنده |

### نمایش خانگی
| سال  | نام سریال         | کارگردان        | پلتفرم          | سمت     |
| ---- | ----------------- | --------------- | --------------- | ------- |
| ۱۳۹۷ | هیولا             | مهران مدیری     | تصویر دنیای هنر | نویسنده |
| ۱۳۹۹ | دراکولا (هیولا ۲) | مهران مدیری     | فیلیمو نماوا    | نویسنده |
| ۱۴۰۱ | آفتاب‌پرست         | برزو نیک‌نژاد    | فیلم‌نت          | نویسنده |
| ۱۴۰۱ | روزی‌روزگاری مریخ  | پیمان قاسم خانی | فیلیمو نماوا    | نویسنده |
| ۱۴۰۳ | قهوه پدری         | مهران مدیری     | فیلم‌نت          | نویسنده |

### سینما
| سال  | نام فیلم  | کارگردان        | سمت     |
| ---- | --------- | --------------- | ------- |
| ۱۴۰۳ | دایناسور  | مسعود اطیابی    | نویسنده |
| ۱۴۰۲ | هتل       | مسعود اطیابی    | نویسنده |
| ۱۳۹۶ | هزارپا    | ابوالحسن داوودی | نویسنده |
| ۱۳۹۳ | سه بیگانه | مهدی مظلومی     | نویسنده |